# باد بليك
باد بليك (بالإنجليزية: Bud Blake)‏ هو فنان قصص مصورة أمريكي، ولد في 13 فبراير 1918 في نوتلي ‏ في الولايات المتحدة، وتوفي في 26 ديسمبر 2005 في بوسطن في الولايات المتحدة.

## وصلات خارجية
- باد بليك على موقع IMDb (الإنجليزية)